# Esther de Waal
Esther de Waal, egentligen Esther Aline de Waal, född Lowndes-Moir 1930, är en brittisk författare och kännare av benediktinsk och keltisk andlighet. Hon är lekman i anglikanska kyrkan, men är även utgiven, läst och välkänd inom katolska kyrkan i USA.

## Biografi
de Waal studerade historia vid universitetet i Cambridge och har undervisat i historia vid universiteten i Cambridge och Nottingham, Lincoln Theological School och Canterbury School of Ministry.
Medan hon bodde i Canterbury, där hennes man var anglikansk biskop, skrev hon 1984 Seeking God. The Way of St Benedict som beskrivs som en tillämpning av klosterlivets andlighet i vardagen. Hon framhåller att för den som är nedtyngd av en stressad modern livsstil så är den urgamla Benediktinregeln en väg tillbaka till andligt liv. Boken har också publicerats i USA samt översatts till franska, nederländska, italienska och tyska.
År 1985 blev hon hedersdoktor vid St John's University, Collegeville, Minnesota(en), för sina benediktinska studier och sitt ekumeniska arbete.
Hennes bok Living with Contradiction (på svenska 1995: Att leva med motsägelser: reflexioner över den helige Benedictus regel) beskriver att vägen till att leva ett helt liv enligt Benedictus är att förena livets alla motsatser och att inse att dessa är oupplösligt förenade. Vägen till helhet är en fråga om att vila i den punkt där ytterligheterna förenas, ty människan är en paradox.
| ”                                   | Den helige Benedictus regel vänder sig till oss, till var och en av oss, sådana vi är. Den helige Benedictus förstår den mänskliga naturen, dess starka och svaga sidor, dess gränser och möjligheter. Han respekterar det mysterium som varje människa är, och följden av detta är att regeln aldrig tillåter sig att diktera, den gäller snarast hjärtats inre disposition. | „ |
| – Att leva med motsägelser, sid. 32 | |   |

År 2012 gav hon ut Lost in Wonder, där hon förenar klostertraditioner, keltisk andlighet och vishet från ökenfäderna till en praktisk guide för att finna Gud i vardagen.I boken The Celtic way of prayers har hon gjort ett urval från den rika keltiska bönetraditionen.

### Familj
Esther de Waal är gift med, men separerad från, Victor de Waal(en), biskop i Canterbury mellan 1976 och 1986. Makarnas har fyra söner, bland dem Edmund de Waal.